# Lionel Malingre
Lionel Malingre (* 11. Juni 1951 in Malakoff) ist ein ehemaliger französischer Leichtathlet, der sich auf den Sprint spezialisiert hat. Mit der französischen 4-mal-360-Meter-Staffel wurde er 1973 in Rotterdam Halleneuropameister.

## Sportliche Laufbahn
Erste internationale Erfahrungen sammelte Lionel Malingre vermutlich im Jahr 1970, als er bei den Junioreneuropameisterschaften in Paris in 48,08 s den fünften Platz im 400-Meter-Lauf belegte und mit der französischen 4-mal-400-Meter-Staffel in 3:11,5 min die Silbermedaille gewann. Im Jahr darauf schied er bei den Halleneuropameisterschaften in Sofia mit 51,2 s im Halbfinale über 400 Meter aus und 1973 siegte er mit der französischen 4-mal-360-Meter-Staffel in 2:46,00 min gemeinsam mit Lucien Sainte-Rose, Patrick Salvador und Francis Kerbiriou bei den Halleneuropameisterschaften in Rotterdam. Im Sommer belegte er bei der Sommer-Universiade in Moskau in 3:06,54 min den vierten Platz in der 4-mal-400-Meter-Staffel. Im Jahr darauf  gewann er bei den Halleneuropameisterschaften in Göteborg mit der 4-mal-392-Meter-Staffel in 3:05,46 min gemeinsam mit Pierre Bonvin, Patrick Salvador und Roger Velasquez die Silbermedaille hinter dem schwedischen Team. Daraufhin trat er nicht mehr international in Erscheinung.